# (495253) Hanszimmer
(495253) Hanszimmer – planetoida z pasa głównego okrążająca Słońce w ciągu 3,73 lat w średniej odległości 2,40 au. Została odkryta 30 lipca 2013 roku przez Michała Kusiaka i Michała Żołnowskiego ze zdalnego obserwatorium Rantiga zlokalizowanego w pobliżu miejscowości Tincana we Włoszech. Nazwana na cześć niemieckiego kompozytora muzyki filmowej Hansa Zimmera.